# Canton d'Amfreville-la-Campagne
Le canton d'Amfreville-la-Campagne est une ancienne division administrative française située dans le département de l'Eure et la région Haute-Normandie.

## Géographie
Ce canton était organisé autour d'Amfreville-la-Campagne dans l'arrondissement de Bernay. Son altitude variait de 34 m (Saint-Cyr-la-Campagne) à 179 m (La Haye-du-Theil) pour une altitude moyenne de 156 m.

## Histoire
Le chef-lieu initial du canton fut à Tourville-la-Campagne jusqu'en 1821.

### Conseillers d'arrondissement (de 1833 à 1940)
Le canton d'Amfreville appartenait à l'arrondissement de Louviers jusqu'à sa disparition en 1926.
| Période                                  | Période      | Identité                          | Étiquette                                  | Qualité |
| ---------------------------------------- | ------------ | --------------------------------- | ------------------------------------------ | --- |
| 1833                                     | 1836         | Jean Pierre Lenoble (1769-?)      |                                            | Maire de Tourville                                                                                          |
| 1836                                     | 1838         | Pierre Léandre Masson             |                                            | Notaire à Amfreville                                                                                        |
| 1838                                     | 1842         | Jean Pierre Lenoble               |                                            | Maire de Tourville                                                                                          |
| 1842                                     |              | Armand Assire (1802-1871)         |                                            | Propriétaire au Gros-Theil                                                                                  |
|                                          |              |                                   |                                            | |
| 1871                                     | 1898 (décès) | Louis Adolphe Feugère (1821-1898) | Monarchiste puis Républicain rallié        | Suppléant du juge de paix, cultivateur à Amfreville                                                         |
| 1898                                     | 1931         | Armand Hermier                    | Conservateur puis Républicain progressiste | Propriétaire, adjoint au maire d'Amfreville-la-Campagne                                                     |
| 1931                                     | 1940         | Jules-Simon Delaquèze             | Union nationale                            | Propriétaire au Thuit-Signol, maire de Saint-Ouen-de-Pontcheuil                                             |
| 1940                                     |              |                                   |                                            | Les conseils d'arrondissement ont été suspendus par la loi du 12 octobre 1940 et n'ont jamais été réactivés |
| Les données manquantes sont à compléter. |              |                                   |                                            | |

### Conseillers généraux de 1833 à 2015
| Période                                  | Période          | Identité                                                      | Étiquette             | Qualité |
| ---------------------------------------- | ---------------- | ------------------------------------------------------------- | --------------------- | --- |
| Les données manquantes sont à compléter. |                  |                                                               |                       | |
| 1833                                     | 1838 (décès)     | Louis Edmond Assire père                                      |                       | Propriétaire au Gros-Theil |
| 1838                                     | 1848             | Pierre Léandre Masson                                         |                       | Notaire, maire d'Amfreville-la-Campagne, conseiller d'arrondissement |
| 1848                                     | 1880             | Marquis Ernest Poret de Blosseville                           | Légitimiste           | Directeur de plusieurs journaux Député (1857-1863) Maire d'Amfreville-la-Campagne |
| 1880                                     | 1880             | Marquis Guillaume Aubourg de Boury                            | Conservateur          | Propriétaire exploitant - Maire d'Amfreville-la-Campagne |
| 1880                                     | 1891 (démission) | Léon Sevaistre                                                | Conservateur          | Fabricant de draps Propriétaire au Bec-Thomas Député de l'Eure (1883-1889) Ancien maire d'Elbeuf (1875-1878) |
| 1891                                     | 1919             | Charles Aubourg de Boury (fils de Guillaume Aubourg de Boury) | Conservateur          | Propriétaire exploitant - Maire d'Amfreville-la-Campagne Député (1900-1919) |
| 1919                                     | 1940             | Guillaume Aubourg de Boury (fils du précédent - 1888-1975)    | URD                   | Propriétaire Maire d'Amfreville-la-Campagne (1919-1975) Président de l'Union nationale des combattants Membre de la Commission administrative départementale (1941-1943) Nommé conseiller départemental en 1943 |
|                                          |                  |                                                               |                       | |
| 1945                                     | 1955             | Guillaume Aubourg de Boury                                    | DVD                   | Maire d'Amfreville-la-Campagne |
| 1955                                     | 1962 (décès)     | Robert Quidet (1897-1962)                                     | DVD                   | Ancien capitaine d'artillerie Expert agricole à La Saussaye Propriétaire à Saint-Germain-de-Pasquier |
| 1962                                     | 1970 (décès)     | Ernest Schneider (d) (1897-1970)                              | Rad.                  | Professeur de culture physique Maire de La Saussaye (1941-1970) |
| 1970                                     | 1990 (décès)     | Jean Schneider (d) (fils du précédent)                        | Ind. puis RI puis RPR | Kinésithérapeute à Elbeuf Maire de La Saussaye (1970-1990) Député-suppléant de Philippe Pontet |
| 1990                                     | 2004             | Christian Lemaire                                             | UDF                   | Agriculteur Maire de Tourville-la-Campagne jusqu'en 2001 |
| 2004                                     | 2015             | Daniel Leho                                                   | DVG apparenté PS      | Fonctionnaire des douanes Maire du Thuit-Signol (1989-2014) Député-suppléant de François Loncle |

## Composition
Le canton d'Amfreville-la-Campagne regroupait vingt-quatre communes et comptait 13 530 habitants (recensement de 1999 sans doubles comptes).
| Communes                      | Population (2012) | Code postal | Code Insee |
| ----------------------------- | ----------------- | ----------- | ---------- |
| Amfreville-la-Campagne        | 913               | 27370       | 27011      |
| Le Bec-Thomas                 | 221               | 27370       | 27053      |
| Fouqueville                   | 424               | 27370       | 27261      |
| Le Gros-Theil                 | 827               | 27370       | 27302      |
| La Harengère                  | 418               | 27370       | 27313      |
| La Haye-du-Theil              | 250               | 27370       | 27320      |
| Houlbec-près-le-Gros-Theil    | 82                | 27370       | 27344      |
| Mandeville                    | 235               | 27370       | 27382      |
| La Pyle                       | 115               | 27370       | 27482      |
| Saint-Amand-des-Hautes-Terres | 308               | 27370       | 27506      |
| Saint-Cyr-la-Campagne         | 370               | 27370       | 27529      |
| Saint-Didier-des-Bois         | 787               | 27370       | 27534      |
| Saint-Germain-de-Pasquier     | 139               | 27370       | 27545      |
| Saint-Meslin-du-Bosc          | 156               | 27370       | 27572      |
| Saint-Nicolas-du-Bosc         | 251               | 27370       | 27574      |
| Saint-Ouen-de-Pontcheuil      | 100               | 27370       | 27579      |
| Saint-Pierre-des-Fleurs       | 1 249             | 27370       | 27593      |
| Saint-Pierre-du-Bosguérard    | 844               | 27370       | 27595      |
| La Saussaye                   | 1 954             | 27370       | 27616      |
| Le Thuit-Anger                | 584               | 27370       | 27636      |
| Le Thuit-Signol               | 1 766             | 27370       | 27638      |
| Le Thuit-Simer                | 347               | 27370       | 27639      |
| Tourville-la-Campagne         | 753               | 27370       | 27654      |
| Vraiville                     | 477               | 27370       | 27700      |

## Démographie
| 1962  | 1968  | 1975  | 1982   | 1990   | 1999   | 2006   | 2011   | 2012   |
| ----- | ----- | ----- | ------ | ------ | ------ | ------ | ------ | ------ |
| 5 659 | 6 782 | 8 740 | 11 755 | 13 110 | 13 530 | 14 571 | 15 359 | 15 566 |